# Darja Savilleová
Darja Savilleová, nepřechýleně Saville (rozená Gavrilovová, rusky Дарья Алексеевна Гаврилова, Darja Aleksejevna Gavrilova, * 5. března 1994 Moskva) je australská profesionální tenistka, která do sezóny 2015 reprezentovala rodné Rusko. Následně začala nastupovat za Austrálii, kam emigrovala. Ve své dosavadní kariéře vyhrála na okruhu WTA Tour jeden singlový a tři deblové turnaje. Na okruhu ITF získala čtyři tituly ve dvouhře a dva ve čtyřhře.
Na žebříčku WTA byla ve dvouhře nejvýše klasifikována v srpnu 2017 na 20. místě a ve čtyřhře pak v září téhož roku na 45. místě. Trénují ji bývalí australští tenisté Nicole Prattová a Jay Gooding. Od roku 2009 je členkou tenisové akademie Mouratoglou, kde ji koučoval Sylvain Mathias. Otec Alexej Gavrilov ji doprovází na profesionálním okruhu.
V juniorské kategorii se probojovala do finále dvouhry na French Open 2009, kde ve finále podlehla Francouzce Kristině Mladenovicové. Následující sezónu získala singlový titul na juniorce US Open 2010, když v boji o titul přehrála krajanku Julii Putincevovou ve dvou setech. Spolu s Irinou Chromačovovou přidala vítězství na juniorce French Open 2012 ve čtyřhře. Na konci sezóny 2010 byla vyhlášena juniorskou mistryní světa ITF.
V australském fedcupovém týmu debutovala v roce 2016 světovou baráží proti Spojeným státům, v níž prohrála dvouhru s Madison Keysovou a čtyřhru po boku Ariny Rodionovové. Američanky zvítězily 4:0 na zápasy. Do roku 2022 v soutěži nastoupila k sedmi mezistátním utkáním s bilancí 4–6 ve dvouhře a 1–1 ve čtyřhře.
Austrálii reprezentovala na Letních olympijských hrách 2016 v Riu de Janeiru, kde v ženské dvouhře vypadla v úvodním kole s obhájkyní titulu a světovou jedničkou Serenou Williamsovou. Do ženské čtyřhry nastoupila se Samanthou Stosurovou. Soutěž opustily po prohře v první fázi od později stříbrného švýcarského páru Timea Bacsinszká a Martina Hingisová.
V sezóně 2015 ji Ženská tenisová asociace vyhlásila nováčkem roku.

## Soukromý život
Partnerský vztah s australským tenistou Lukem Savillem ji ovlivnil v rozhodnutí získat australské občanství. K zasnoubení tenisového páru došlo v prosinci 2018 a v prosinci 2021 následovala svatba. Gavrilovová přijala manželovo příjmení, pod nímž začala hrát na okruhu.

## Tenisová kariéra
Na singapurských Olympijských hrách mládeže 2010 vybojovala zlatou medaili ve dvouhře, když ve finále zdolala Číňanku Čeng Saj-saj.
V srpnu 2014 bylo oznámeno, že na nadcházejícím US Open 2014 bude ruská hráčka reprezentovat Austrálii. V kvalifikačním turnaji newyorského grandslamu porazila Tadeju Majeričovou, aby skončila ve druhém kole na raketě Čan Jung-žan. V září si zahrála na tokijském Toray Pan Pacific Open 2014, kde vypadla ve druhém kole po prohře se Španělkou Carlou Suárezovou Navarrovou.
V říjnu téhož roku zdolala ve finále bangkocké události ITF s dotací 25 tisíc dolarů Sabinu Šaripovovou. Připsala si tak druhý singlový titul na okruhu ITF. V bangkocké čtyřhře však skončila po boku Iriny Chromačovové jako poražená finalistka.

### 2015
Na lednovém Brisbane International vyřadila v úvodním kole Alison Riskeovou, aby skončila na raketě světové devítky Angelique Kerberové.

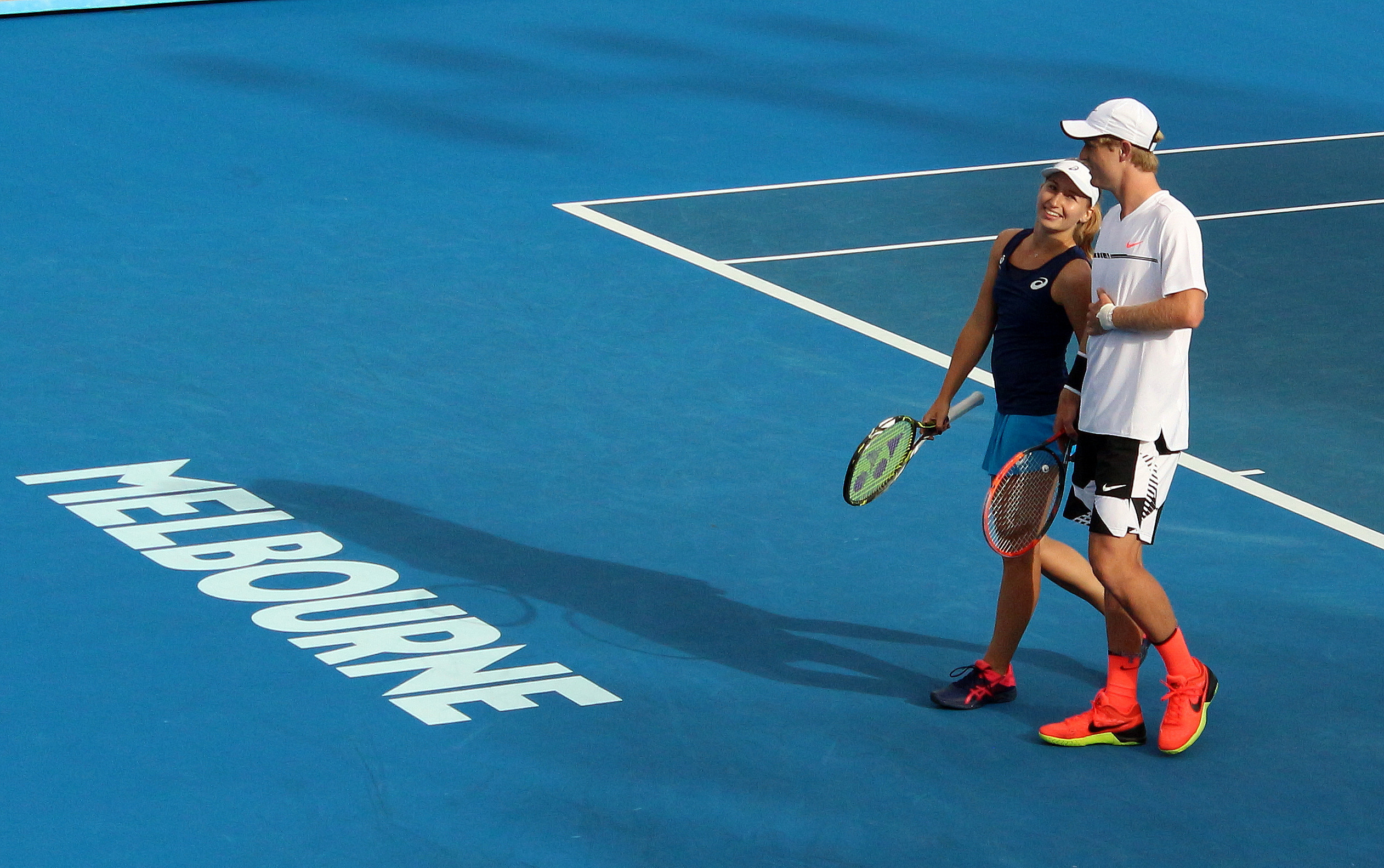
V mixu Australian Open 2017 s Lukem Savillem

Do hlavní soutěže International Sydney 2015 získala divokou kartu. Po výhře nad favorizovanou Švýcarkou Belindou Bencicovou opět nenašla recept na Kerberovou, když byl zápas po dramatickém průběhu dohrán ve tři hodiny ráno místního času. Účast na Australian Open si zajistila divokou kartou vybojovanou v kvalifikačním turnaji australských tenistů. V prvním kole ji vyřadila Kiki Bertensová po třísetovém průběhu.
Na březnovém Miami Open, kde startovala na divokou kartu, postoupila do osmifinále. Na její raketě postupně zůstaly Marina Erakovicová, druhá nasazená bývalá světová jednička Maria Šarapovová a Japonka Kurumi Naraová. Ve čtvrtém kole podlehla Karolíně Plíškové. Antukový Internazionali BNL d'Italia pak znamenal průnik až do semifinále. V roli postoupivší kvalifikantky na úvod vyřadila teenagerku Belindu Bencicovou a poté další bývalou první hráčku žebříčku Anu Ivanovićovou. Nezastavily ji ani Timea Bacsinszká a Christina McHaleová. Až v semifinále ji oplatila dva měsíce starou porážku pozdější vítězka Šarapovová. Jednalo se o její první semifinálovou účast na okruhu WTA Tour.
Premiérový titul na okruhu WTA Tour si připsala na červencovém Istanbulu Cupu, kde ve finále čtyřhry s Ukrajinkou Elinou Svitolinovou zdolaly turecko-srbskou dvojici Çağla Büyükakçay a Jelena Jankovićová až v rozhodujícím supertiebreaku.

## Finále na okruhu WTA Tour
| Legenda                                      |
| -------------------------------------------- |
| D – dvouhra; Č – čtyřhra                     |
| Grand Slam (0)                               |
| Turnaj mistryň (0)                           |
| Premier Mandatory & Premier 5 / WTA 1000 (0) |
| Premier / WTA 500 (1–1 D; 0–2 Č)             |
| International / WTA 250 (0–3 D; 3–0 Č)       |

### Dvouhra: 5 (1–4)
| Stav       | č. | datum           | turnaj                   | povrch    | soupeřka ve finále         | výsledek           |
| ---------- | -- | --------------- | ------------------------ | --------- | -------------------------- | ------------------ |
| Finalistka | 1. | 22. října 2016  | Moskva, Rusko            | tvrdý (h) | Světlana Kuzněcovová       | 2–6, 1–6           |
| Finalistka | 2. | 27. května 2017 | Štrasburk, Francie       | antuka    | Samantha Stosurová         | 7–5, 4–6, 3–6      |
| Vítězka    | 1. | 26. srpna 2017  | New Haven, Spojené státy | tvrdý     | Dominika Cibulková         | 4–6, 6–3, 6–4      |
| Finalistka | 3. | 15. října 2017  | Hongkong, Čína           | tvrdý     | Anastasija Pavljučenkovová | 7–5, 3–6, 6–7(3–7) |
| Finalistka | 4. | 28. srpna 2022  | Granby, Kanada           | tvrdý     | Darja Kasatkinová          | 4–6, 4–6           |

### Čtyřhra: 5 (3–2)
| Stav       | č. | datum             | turnaj                 | povrch    | spoluhráčka                    | soupeřky ve finále                                  | výsledek         |
| ---------- | -- | ----------------- | ---------------------- | --------- | ------------------------------ | --------------------------------------------------- | ---------------- |
| Vítězka    | 1. | 26. července 2015 | Istanbul, Turecko      | tvrdý     | Elina Svitolinová              | Çağla Büyükakçay Jelena Jankovićová                 | 5–7, 6–1, [10–4] |
| Finalistka | 1. | 21. října 2016    | Moskva, Rusko          | tvrdý (h) | Darja Kasatkinová              | Andrea Hlaváčková Lucie Hradecká                    | 6–4, 0–6, [7–10] |
| Finalistka | 2. | 23. září 2017     | Tokio, Japonsko        | tvrdý     | Darja Kasatkinová              | Andreja Klepačová María José Martínezová Sánchezová | 3–6, 2–6         |
| Vítězka    | 2. | 25. května 2019   | Štrasburk, Francie     | antuka    | Ellen Perezová                 | Tuan Jing-jing Chan Sin-jün                         | 6–4, 6–3         |
| Vítězka    | 3. | 21. května 2022   | Štrasburk, Francie (2) | antuka    | Nicole Melicharová-Martinezová | Lucie Hradecká Sania Mirzaová                       | 5–7, 7–5, [10–6] |

## Finále na okruhu ITF
| Dotace turnajů okruhu ITF | Dotace turnajů okruhu ITF |
| ------------------------- | ------------------------- |
| 100 000 $ tournaments     | 80 000 $ tournaments      |
| 75 000 $ tournaments      | 60 000 $ tournaments      |
| 50 000 $ tournaments      | 25 000 $ tournaments      |
| 15 000 $ tournaments      | 10 000 $ tournaments      |

### Dvouhra: 6 (4–2)
| Stav       | Číslo | Datum           | Turnaj                | Povrch | Soupeřka ve finále     | Výsledek      |
| ---------- | ----- | --------------- | --------------------- | ------ | ---------------------- | ------------- |
| Finalistka | 1.    | 27. března 2011 | Moskva, Rusko         | tvrdý  | Ljudmyla Kičenoková    | 2–6 0–6       |
| Vítězka    | 2.    | 17. dubna 2011  | Antalya, Turecko      | tvrdý  | Xenija Lykinová        | 6–4, 4–6, 6–2 |
| Finalistka | 3.    | 14. května 2012 | Moskva, Rusko         | antuka | Margarita Gasparjanová | 6–4, 4–6, 6–7 |
| Vítězka    | 4.    | 11. října 2014  | Bangkok, Thajsko      | tvrdý  | Sabina Šaripovová      | 7-6, 6-3      |
| Vítězka    | 3.    | 7. února 2015   | Burnie, Austrálie     | tvrdý  | Irina Falconiová       | 7–5, 7–5      |
| Vítězka    | 4.    | 15. února 2015  | Launceston, Austrálie | tvrdý  | Tereza Mrdežová        | 6–1, 6–2      |

### Čtyřhra: 3 (2–1)
| Stav       | Číslo | Datum            | Turnaj             | Povrch | Spoluhráčka        | Soupeřky ve finále                      | Výsledek |
| ---------- | ----- | ---------------- | ------------------ | ------ | ------------------ | --------------------------------------- | -------- |
| Vítězka    | 1.    | 30. dubna 2012   | Chiasso, Švýcarsko | antuka | Irina Chromačovová | Conny Perrinová Maša Zecová-Peškiričová | 6–0, 7–6 |
| Vítězka    | 2.    | 7. července 2014 | Sacramento, USA    | tvrdý  | Storm Sandersová   | Maria Sanchezová Zoe Gwen Scandalisová  | 6–2, 6–1 |
| Finalistka | 1.    | 11. října 2014   | Bangkok, Thajsko   | tvrdý  | Irina Chromačovová | Liu Čang Lu Ťia-ťing                    | 4-6, 3-6 |

## Finále soutěží družstev: 1 (1–0)
| Stav    | Č. | Datum         | Soutěž                      | Povrch    | Spoluhráč    | Soupeři                               | Výsledek |
| ------- | -- | ------------- | --------------------------- | --------- | ------------ | ------------------------------------- | -------- |
| Vítězka | 1. | 9. ledna 2016 | Hopman Cup Perth, Austrálie | tvrdý (h) | Nick Kyrgios | Elina Svitolinová Alexandr Dolgopolov | 2–0      |

## Finále na juniorce Grand Slamu

### Dvouhra: 2 (1–1)
| Stav       | Rok  | Turnaj      | Povrch | Soupeřka ve finále     | Výsledek |
| ---------- | ---- | ----------- | ------ | ---------------------- | -------- |
| Finalistka | 2009 | French Open | antuka | Kristina Mladenovicová | 3–6, 2–6 |
| Vítězka    | 2010 | US Open     | tvrdý  | Julia Putincevová      | 6–3, 6–2 |

### Čtyřhra: 1 (1–0)
| Stav    | Rok  | Turnaj      | Spoluhráčka        | Soupeřky ve finále                           | Výsledek        |
| ------- | ---- | ----------- | ------------------ | -------------------------------------------- | --------------- |
| Vítězka | 2012 | French Open | Irina Chromačovová | Montserrat Gonzálezová Beatriz Haddad Maiová | 4–6, 6–4 [10–8] |